# Pseudocletopsyllis
Pseudocletopsyllis är ett släkte av kräftdjur. Pseudocletopsyllis ingår i familjen Laophontidae.
Kladogram enligt Catalogue of Life:
| Pseudocletopsyllis | \| \| Pseudocletopsyllis spiniger \| \| \| \| \| \| Pseudocletopsyllis spinosa \| \| \| \| |
|                    | \| \| Pseudocletopsyllis spiniger \| \| \| \| \| \| Pseudocletopsyllis spinosa \| \| \| \| |
|                    | Pseudocletopsyllis spiniger                                                                |
|                    |                                                                                            |
|                    | Pseudocletopsyllis spinosa                                                                 |
|                    |                                                                                            |